# Leptothorax pittieri
Leptothorax pittieri är en myrart som beskrevs av Auguste-Henri Forel 1899. Leptothorax pittieri ingår i släktet smalmyror, och familjen myror. Inga underarter finns listade i Catalogue of Life.